# Astronesthes splendidus
Astronesthes splendidus es una especie de pez de la familia Stomiidae en el orden de los Stomiiformes.

## Morfología
• Los machos pueden llegar alcanzar los 12 cm de longitud total.

## Hábitat
Es un pez de mar y de aguas profundas que vive entre 1-800 m de profundidad.

## Distribución geográfica
Se encuentra en las regiones tropicales del Índico y del Pacífico.